# Джеральдини, Алессандро
Алессандро Джеральдини (1455 — 8 марта 1524) — ученый-гуманист эпохи Возрождения при испанском дворе Фердинанда и Изабеллы. Известен своей поддержкой Христофора Колумба. Он был наставником для королевских детей, а затем сопровождал инфанту Екатерину Арагонскую в Англию в качестве её духовника. Он служил епископом Вольтурара-Монтекорвино (1496—1516), а в 1519 году, в возрасте 64 лет, отправился в испанские поселения в Новом Свете и стал епископом Санто-Доминго (1516—1524).

## Биография
Джеральдини родился в итальянском регионе Умбрия, в городе Амелия. В молодости он отправился в Испанию, где в 1475—1476 годах сражался против португальцев. Позже он стал клириком, стал главным капелланом королевы и ему было поручено воспитание инфант. Находясь при дворе, он поддержал Колумба, приехавшего представить государям Кастилии и Арагона свой план открытия нового пути в Индию и к странам Дальнего Востока.
В 1496 году он стал епископом Вольтурара-Монтекорвино — это было назначение короля Испании, утвержденное папой Александром VI.
В 1516 году Джеральдини участвовал в одной из сессий Пятого Латеранского собора. Вероятно, он был первым священнослужителем Западного полушария, посетившим римско-католический Вселенский собор.
23 ноября 1516 года король Испании назначил Джеральдини епископом Санто-Доминго. Назначение было утверждено папой Львом X и Джеральдини отплыл в Севилью. Джеральдини служил епископом Санто-Домиго до своей смерти 8 марта 1524 г.
В наследии Джеральдини осталось множество работ по теологии, письма, стихи, биография Екатерины Арагонской, трактаты о политике и образовании, а также важный отчет о его путешествии на Антильские острова.